# Vermittlungsskandal
Der Vermittlungsskandal, auch Arbeitsamt-Affäre, Arbeitsamts-Skandal und Jagoda-Skandal, ist ein Skandal um Manipulationen innerhalb der Bundesanstalt für Arbeit (BA) aus dem Jahr 2002. Der Vermittlungsskandal führte zu den Hartz-Reformen.

## Ablauf und Auswirkungen
Nachdem Erwin Bixler, Controller des Landesarbeitsamtes Rheinland-Pfalz-Saarland, schon vor 1998 entsprechende Manipulationen auffielen, die sogar bis in die 1980er Jahre zurückreichten, die Angelegenheit aber weithin unbeachtet blieb, resultierte der Vermittlungsskandal im Wesentlichen aus einer Anmahnung des Bundesrechnungshofs vom Januar 2002, die nun in den Leit- und auch Boulevardmedien (u. a. mit mehrtägigem Belagerungszustand Bixlers und Interview in dessen Wohnzimmer) ausgebreitet wurde.
Der Bundesrechnungshof veröffentlichte in seinem Bericht von 2002 gravierende Fehler in der Vermittlungsstatistik der Bundesanstalt für Arbeit. So war etwa ein Drittel der Vermittlungen nicht nachvollziehbar und teilweise fingiert, andere Quellen sprechen von bis zu 70 % „falschen Stellenvermittlungen“. Frisierte Zahlen mittels fiktiver „Stellenangebote“ bzw. „fiktiver SteA“ sollten die Statistik positiv beeinflussen. Dies trug der BA in der Presse und Öffentlichkeit den Vorwurf der Manipulation ein. Weiterhin wurde der Umfang des Verwaltungspersonals (etwa 85.000) im Verhältnis zur Zahl der Vermittler (etwa 15.000) kritisiert.
Zunächst führte der Vermittlungsskandal zum Rücktritt und zur Pensionierung von Bernhard Jagoda, damals Präsident der Bundesanstalt für Arbeit in Nürnberg. Aufgrund medialen und politischen Drucks erfolgte bald die Einberufung und Einsetzung der Hartz-Kommission und ein Entwurf des Hartz-Konzepts, welches von der Bundesregierung, dem ersten Kabinett Schröder, daraufhin beschlossen wurde und als Gesetze zur Reform des Arbeitsmarktes mit den Kurzbezeichnungen Hartz I, Hartz II, Hartz III und Hartz IV zwischen 2003 und 2005 schrittweise in Kraft trat. Dies führte zur heutigen, unter dem Begriff „Hartz IV“ subsumierten sozial- und arbeitsmarktpolitischen Situation, deren finanzielle Aspekte unter dem Begriff Arbeitslosengeld II behandelt werden. Teil dieses o. g. „Wendepunktes“ war auch eine begriffliche Veränderung: Neben der Neubegrifflichkeit Bundesagentur (statt Bundesanstalt) wurden sogenannte „Jobcenters“ eingerichtet.

## Chronologische Ereignisse
- 1998 und davor: Erwin Bixler, Controller des Landesarbeitsamtes Rheinland-Pfalz-Saarland fielen bereits vor 1998 entsprechende Manipulationen auf, die sogar bis in die 1980er Jahre zurückreichten.[8]
- Januar 2002: Der Bundesrechnungshof beklagte die Manipulation von Vermittlungsstatistiken. Dies wurde öffentlich bekannt.
- 21. Februar 2002: Es wurde bekannt, dass Bernhard Jagoda davon seit Jahren gewusst haben soll. Am 21. Februar 2002 trat Jagoda nach massivem öffentlichen Druck von diesem Amt zurück. Sein Nachfolger wurde Florian Gerster.
- 22. Februar 2002: Die Kommission für moderne Dienstleistungen am Arbeitsmarkt – kurz Hartz-Kommission genannt – wurde am 22. Februar 2002 eingesetzt, tagte in Deutschland unter der Leitung von Peter Hartz.
- August 2002: Die Hartz-Kommission legt ihren Bericht vor. Sie unterbreitete Vorschläge, wie die Arbeitsmarktpolitik in Deutschland effizienter gestaltet und die staatliche Arbeitsvermittlung reformiert werden sollte.
- Zwischen 2003 und 2005 traten die Gesetze zur Reform des Arbeitsmarktes mit den Kurzbezeichnungen Hartz I, Hartz II, Hartz III und Hartz IV schrittweise in Kraft:
  - 2003 traten die Hartz I und Hartz-II-Gesetze in Kraft.
  - Ab 1. Januar 2004 ist der neue Name des Arbeitsamtes: Bundesagentur für Arbeit.
  - 2004 trat das Hartz-III-Gesetz in Kraft, das den Umbau der Arbeitsverwaltung zu einer „modernen, kundenorientierten Dienstleistungsbehörde“ vorsah.
  - 2005 trat das Vierte Gesetz für moderne Dienstleistungen am Arbeitsmarkt, kurz Hartz IV genannt, in Kraft.[9]

## Aufarbeitung und weitere Entwicklung
Im Juni 2013 wurde erneut ein Prüfbericht des Bundesrechnungshofs bekannt, worin Manipulationen in erheblichem Umfang beanstandet wurden Allerdings stammte dieser Prüfbericht bereits vom 7. November 2012 und wurde – mutmaßlich aufgrund der Ereignisse aus 2002 – monatelang vor der Öffentlichkeit geheim gehalten. Trotz diesem Vorgehen und trotz dem Inhalt des noch weit skandalöseren Prüfberichts als jener von 2002 fand der Bericht unter dem Namen Mitteilung an die Bundesagentur für Arbeit über die Prüfung der Steuerung der Zielerreichung in den strategischen Geschäftsfeldern I und V a medial und öffentlich kaum Beachtung. Dessen Inhalt war insofern selbsterklärend, als der BA darin u. a. „personalrechtliche und strafrechtliche Konsequenzen“ nahegelegt wurden. Der Spiegel-Artikel Mit allen Mitteln vom 24. Juni 2013 veröffentlichte umfangreiche Details aus dem Bericht über „ein System, das der Rechnungshof in diesem Bericht nun als krank beschreibt, geradezu irre, mindestens aber irregeleitet.“ Wie aus dem Bericht des Bundesrechnungshofs an den Haushaltsausschuss des deutschen Bundestages hervorgeht, erregte der Spiegel-Artikel vom 24. Juni intern großes politisches Aufsehen und führte zu zahlreichen Schriftwechseln und u. a. Debatten im Haushaltsausschuss und Ausschuss für Arbeit und Soziales vor dem Bundestag. Weiterhin sei der Bericht „Gegenstand einer dringlichen Frage“ in einer Plenarsitzung des deutschen Bundestages gewesen. Andererseits führte derselbe auch zur Verärgerung. So erstattete der Bundesrechnungshof noch am Tag der Veröffentlichung im Juni 2013 an den Vorsitzenden des Rechnungsprüfungsausschusses des Haushaltsausschusses des deutschen Bundestages Bericht. Darin heißt es, der Spiegel-Artikel beruhe „auf Indiskretionen“, deren Quelle dem Bundesrechnungshof „nicht bekannt“ sei. Man wolle nun „entsprechend dem vereinbarten Verfahren“ die Unterrichtung vornehmen und habe in gleichlautenden Schreiben „die Prüfungsmitteilung“ an die zuständigen Personen versandt, damit nun – nach Publikation durch den Spiegel und 8 Monate nach Verfassung des Berichts – auch der Bundestag über dessen Inhalt informiert werde.
Obwohl der Spiegel nun 2013 erneut von „Skandal“ spricht und davon, dass gar trotz den damaligen Hartz-Reformen eine „Betrugsmentalität“ ersichtlich sei, „die sich anscheinend durch die ganze Bundesagentur für Arbeit zieht“, sind trotz der intern geführten Debatte und – vereinzelten – Berichterstattung im Gegensatz zum Vermittlungsskandal des Jahres 2002 zehn Jahre später keinerlei personelle, politische, organisatorische oder gesetzliche Konsequenzen medial bekannt geworden. Die Bundesagentur für Arbeit wolle nun – gültig ab dem Jahr 2014 – „ihr Zielsystem verändern“, heißt es im Schreiben. „Im November 2013“ habe sie den Bundesrechnungshof „umfassend über das veränderte Zielsystem informiert“. Der Bundesrechnungshof wolle nun „die weitere Entwicklung beobachten“.